# Нанакулі (Гаваї)
Нанакулі (англ. Nānākuli) — переписна місцевість (CDP) в США, в окрузі Гонолулу штату Гаваї. Населення — 12 195 осіб (2020).

## Географія
Нанакулі розташоване за координатами 21°23′23″ пн. ш. 158°9′18″ зх. д. / 21.38972° пн. ш. 158.15500° зх. д. (21.389851, -158.154975).  За даними Бюро перепису населення США в 2010 році переписна місцевість мала площу 17,01 км², з яких 7,74 км² — суходіл та 9,26 км² — водойми.

## Демографія
Згідно з переписом 2010 року, у переписній місцевості мешкало 12 666 осіб у 2666 домогосподарствах у складі 2281 родини. Густота населення становила 745 осіб/км².  Було 2840 помешкань (167/км²).
Расовий склад населення:
| - 41,6 % — вихідців з тихоокеанських островів - 9,2 % — азіатів - 4,8 % — білих - 0,8 % — чорних або афроамериканців - 0,2 % — корінних американців |

До двох чи більше рас належало 43,0 %. Частка іспаномовних становила 11,8 % від усіх жителів.
За віковим діапазоном населення розподілялося таким чином: 32,1 % — особи молодші 18 років, 59,1 % — особи у віці 18—64 років, 8,8 % — особи у віці 65 років та старші. Медіана віку мешканця становила 29,6 року. На 100 осіб жіночої статі у переписній місцевості припадало 96,8 чоловіків;  на 100 жінок у віці від 18 років та старших — 94,4 чоловіків також старших 18 років.
Середній дохід на одне домашнє господарство  становив 76 503 долари США (медіана — 63 453), а середній дохід на одну сім'ю — 80 383 долари (медіана — 66 737). Медіана доходів становила 41 882 долари для чоловіків та 32 315 доларів для жінок. За межею бідності перебувало 16,6 % осіб, у тому числі 20,6 % дітей у віці до 18 років та 13,5 % осіб у віці 65 років та старших.
Цивільне працевлаштоване населення становило 4901 особа. Основні галузі зайнятості: освіта, охорона здоров'я та соціальна допомога — 18,8 %, будівництво — 13,7 %, роздрібна торгівля — 13,0 %, науковці, спеціалісти, менеджери — 12,5 %.